# Albert Berg (Politiker)
Albert Berg (* 7. September 1901 in Hamburg; † 10. Juni 1973 ebenda) war ein deutscher Politiker (SPD, später DFU).

## Leben
Albert Berg besuchte die Volksschule und war Schriftsetzer sowie bis 1933 in der Jugend- und Gewerkschaftsarbeit aktiv. Er war beruflich als Geschäftsführer tätig.
Neben seinem parteipolitischen Engagement war er Vorsitzender des Bundes der Kleingärtner Hamburg. Zudem gehörte er zwischenzeitlich dem Aufsichtsrat der HAPAG an.

## Politik

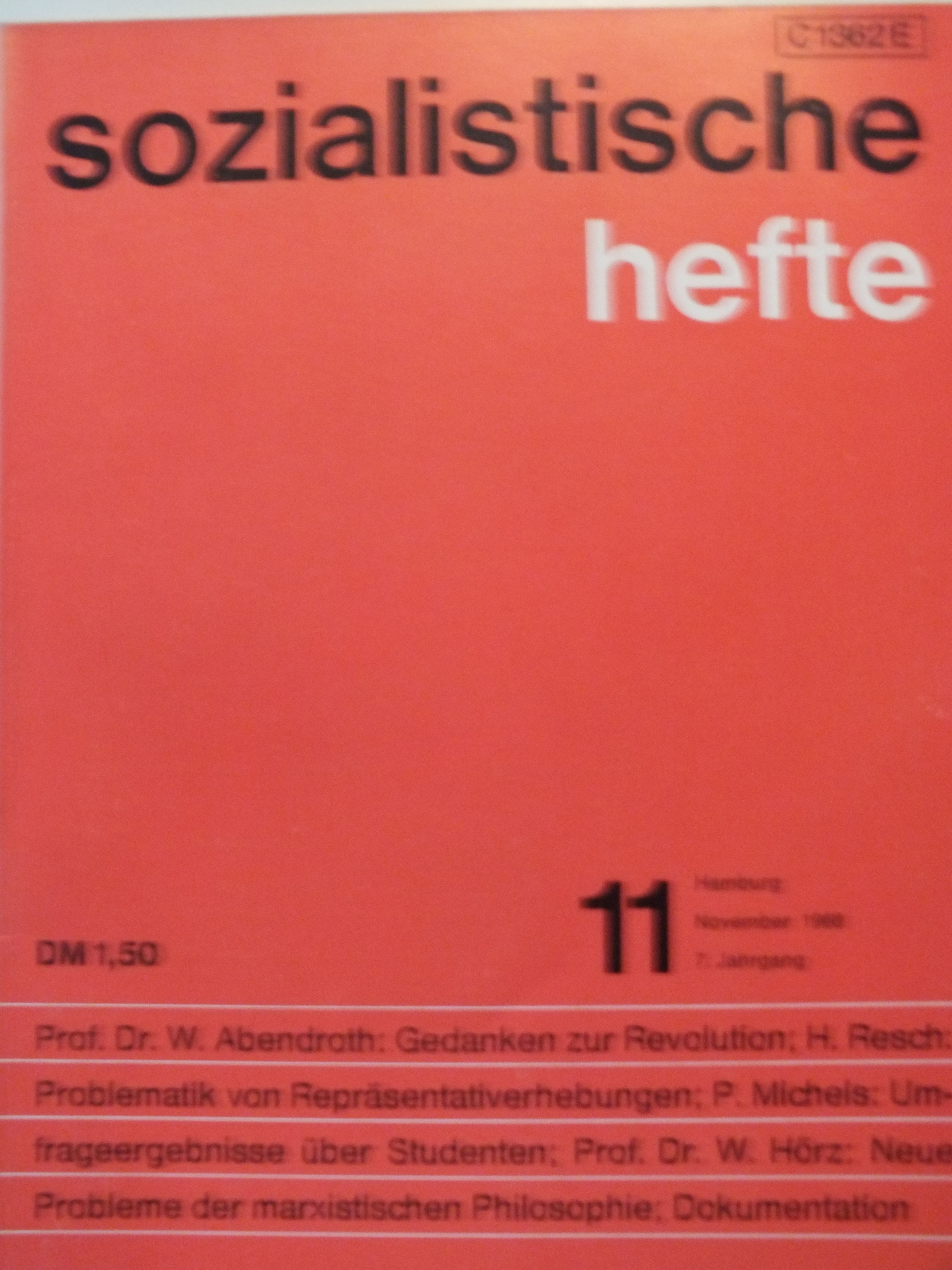
sozialistische hefte, Heft 11, 7. Jahrgang, November 1968, Herausgeber Albert Berg

Albert Berg wurde im Oktober 1946 für die SPD in die erste frei gewählte Bürgerschaft nach 1933 gewählt. Er gehörte der Hamburgischen Bürgerschaft durchgehend bis 1961 an.
Noch während er sein Mandat ausübte wurde er aus Fraktion und Partei ausgeschlossen. Er wurde zuerst im November 1959 vom Bezirksvorstand Hamburg-Nordwest aus der SPD ausgeschlossen, weil er als Ehrengast an der Zehnjahresfeier der DDR in Ost-Berlin am 7. Oktober teilgenommen hatte. Gegen diesen Ausschluss erhob er bei dem Parteiinternen Schiedsgericht in Bonn Einspruch, ließ aber während dieser Zeit sein Mandat in der Bürgerschaft ruhen. Im Februar 1960 bestätigte der SPD-Vorstand in Bonn den Ausschluss. Die Aufforderung der Bürgerschaftsfraktion, das Mandat zurückzugeben lehnte Berg ab. In diesem Zusammenhang wurde Berg bei einer Außerordentlichen Delegiertenversammlung der Kleingärtner auch von seinem Amt als Vorsitzender des Hamburger Verbandes der Kleingärtner abgewählt.
Später gründete er bei einem Kongress der Vereinigung ausgeschlossener und ausgetretener Sozialdemokraten die Partei „Vereinigung unabhängiger Sozialisten“.
Von 1961 bis etwa 1969 wurden von Albert Berg im Auftrage des Vorstands der VUS die sozialistischen hefte monatlich herausgegeben, in denen neben theoretischen Themen über das Verbandsleben berichtet wurde. Er hatte einen eigenen Verlag, den Albert Berg Verlag mit Sitz in Hamburg-Hamm. Im Februar 1961 wurde Berg in den geschäftsführenden Vorstand der neugegründete Partei DFU-Hamburg gewählt. Für die Bürgerschaftswahl am 12. November wurde er von seiner neuen Partei zum Spitzenkandidat gewählt. Bei der Wahl erhielt die DFU 2,9 Prozent der Wählerstimmen. Berg galt als SED-fellowtraveller.